# Gustav Adolph Wessner
Gustav Adolph Wessner (geboren 31. Dezember 1844 in Mölkau bei Leipzig; gestorben 26. Juni 1874 in Dresden) war ein deutscher Holzschneider.
Er war ein Schüler von Hugo Bürkner in Dresden, wo sich der Künstler von etwa 1864 bis 1874 nachweisen lässt. Er stach unter anderem Werke nach Vorlagen von Ludwig Richter und Wilhelm Steinhausen.